# Sistema de cronometraje acuático

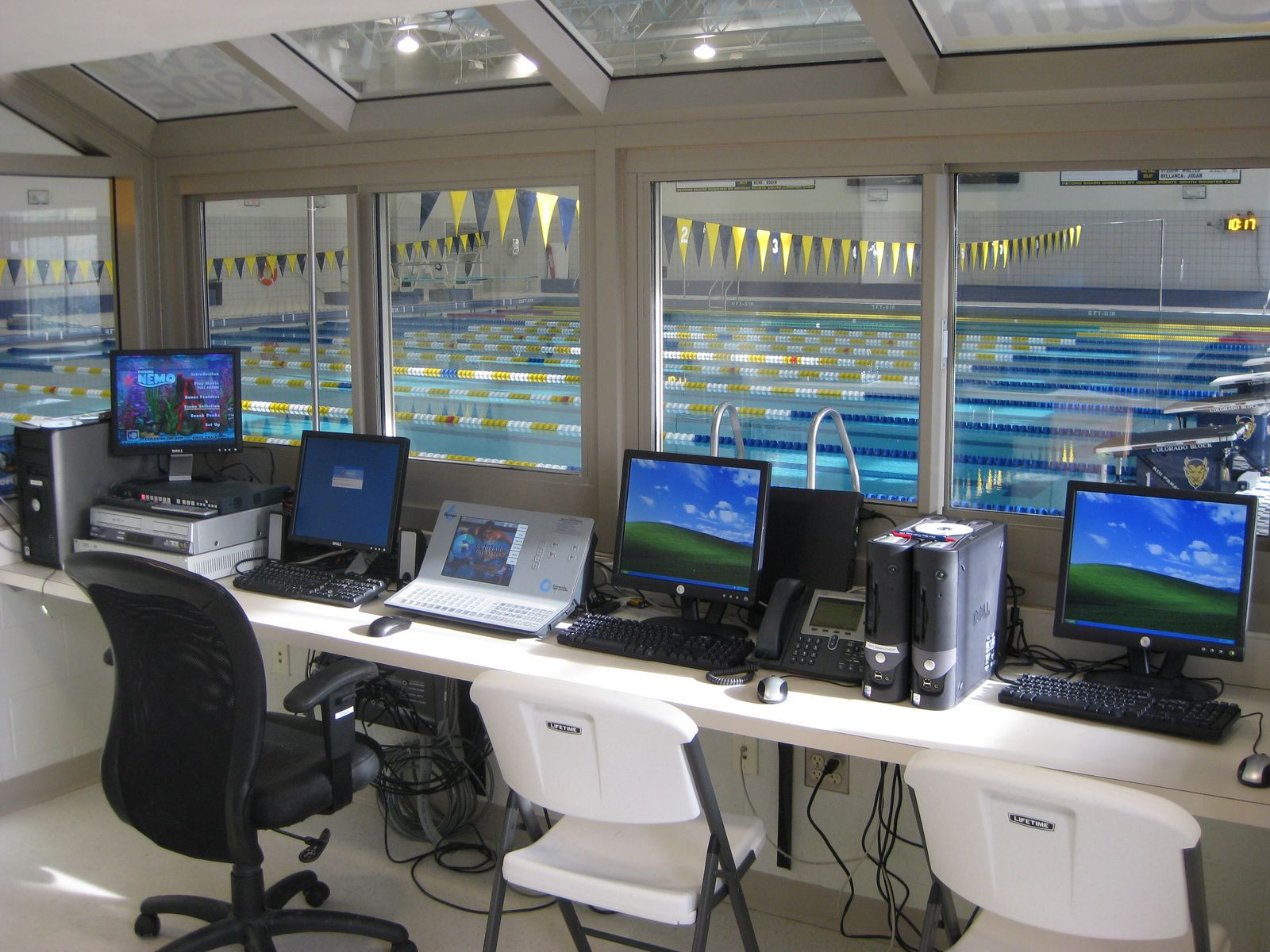
La sala de control del sistema de cronometraje en Grosse Pointe South High School

Los sistemas de cronometraje acuático están diseñados para automatizar el proceso de cronometraje, evaluación y puntuación en natación competitiva y otros deportes acuáticos, tales como el waterpolo, la natación sincronizada y los saltos. Estos sistemas también se utilizan en el entrenamiento de atletas, y se han desarrollado muchos productos complementarios para ayudar con el proceso de entrenamiento.

## Fabricantes
Las empresas que fabrican sistemas de cronometraje acuático son Colorado Time Systems, Daktronics, Omega / Swiss Timing y Seiko.

## Historia
Antes de la década de 1950, los nadadores confiaban en el sonido de una pistola de salida para comenzar sus carreras y, también los jueces para accionar los cronómetros mecánicos para registrar los tiempos de cada nadador al final de una carrera. La limitación del cronometraje analógico fue la incapacidad de registrar de manera fiable los tiempos con precisión por debajo de una décima (0.1) de segundo. La invención de los sistemas automáticos de cronometraje trajo más precisión y credibilidad a los deportes acuáticos.